# JR貨物UF13A形コンテナ
UF13A形コンテナ（UF13Aがたコンテナ）は、日本貨物鉄道（JR貨物）輸送用として籍を編入している、12 ft 私有コンテナ（冷凍コンテナ）である。

## 概要
本形式の数字部位 「 13 」は、コンテナの容積を元に決定される。このコンテナ容積13 m3の算出は、厳密には端数を四捨五入計算のために、内容積12.5 m3 - 13.4 m3の間に属するコンテナが対象となる
。また形式末尾のアルファベット一桁部位 「 A 」は、コンテナの使用用途（主たる目的または、構造）が 「 非危険物（いわゆる汎用品） 」を表す記号として付与されている。1988年より登録が開始された。

## 番台毎の概要
利用形態は0番台のみで、コンテナ外側の上下四隅にツイストロック受け側金具が合計八個据え付けられているタイプ及び、下部四隅のみのタイプと、四隅金具が全くないタイプとに分かれている。積み込み口のドアは、片妻タイプが殆どで、片妻片側L字二方向タイプはわずかであった。また冷凍コンテナは、多くの機器や保冷性能を維持するために固体壁が必然的に厚くなり、自重が重くなりやすい。そのためにアルミ製コンテナが登場している。

### 0番台
1
東洋サーモコントロール所有。東急車輛製の片妻開きで、総重量は6.8 tであった。冷凍機器会社が宣伝のために製作した試作品のために、稼働率は悪かった。
2
東洋サーモコントロール所有で、北海運輸借受。東急車輛製の片妻片側L字二方開きで、総重量は6.8 tであった。
3
日本石油輸送所有。日本フルハーフ製の試作コンテナ。片妻片側L字二方開きで、総重量は6.8 tであった。
4
日本石油輸送所有。元富士重工製の試作コンテナ。片妻片側L字二方開きで、総重量は6.8 tであった。
5 - 8
日本石油輸送所有で、愛媛県の神山運輸借受 → 日本石油輸送へ返却。旧、松山駅 - 東京貨物ターミナル駅間で使用されていた。東急車輛製の片妻開きで、総重量は6.8 tであった。なお、日本石油輸送のリースでは、基本的には「日本石油輸送」・「 J O T 」・ のいずれかの表記または、丸形の社章が記されているが、本件では全く表示のないいわゆる『隠しリース』物件であった。
9 ・ 10
日本石油輸送所有で、香川県の四国冷凍運輸借受 → 日本石油輸送へ返却。旧、二代目高松駅 - 東京貨物ターミナル駅間で使用されていた。東急車輛製の片妻片側L字二方開きで、総重量は6.8 tであった。なお、日本石油輸送のリースでは、基本的には「日本石油輸送」・「 J O T 」・ のいずれかの表記または、丸形の社章が記されているが、本件では全く表示のないいわゆる『隠しリース』物件であった。
11
日本石油輸送が所有し、日本通運相模支店（後に郡山支店）が借り受けて荷主の東京応化名を記していた。日本フルハーフ製造で、片妻片側L字二方開き仕様。総重量は6.8 tであった。※当初は、「日本石油輸送」・「 J O T 」・ のいずれかの表記または、丸形の社章が全く表示のない、いわゆる『隠しリース』物件であったが、後年に両側の「 t o k（東京応化社の略称）」表記部位を「 J O T 」の表記に差し替えていた。
12
三井物産所有。
13
三井物産所有。片妻一方開きで、既にUF11Aで開発されて改良された鮮度維持と、積荷から発生するエチレンガスの除去装置を備えている。総重量は6.8 tで、元々は UF12A-3 であったが改番となった。
14 - 79
寒温インタモーダル所有。のちに寒温ロイヤルへ社名変更。片妻一方開きで、既にUF11Aで開発されて改良された鮮度維持と、積荷から発生するエチレンガスの除去装置を備えている。総重量は6.8 t。なお、固体外隅の四隅には、上下八箇所にツイストロック仕様の受け側金具が付いていたために、クレーン荷役に適していた。このために、1990年代後半に一部の廃棄や事務所へ改造された固体をのぞき、大多数が鹿児島～沖縄間の内航コンテナへ転用された。

### ギャラリー

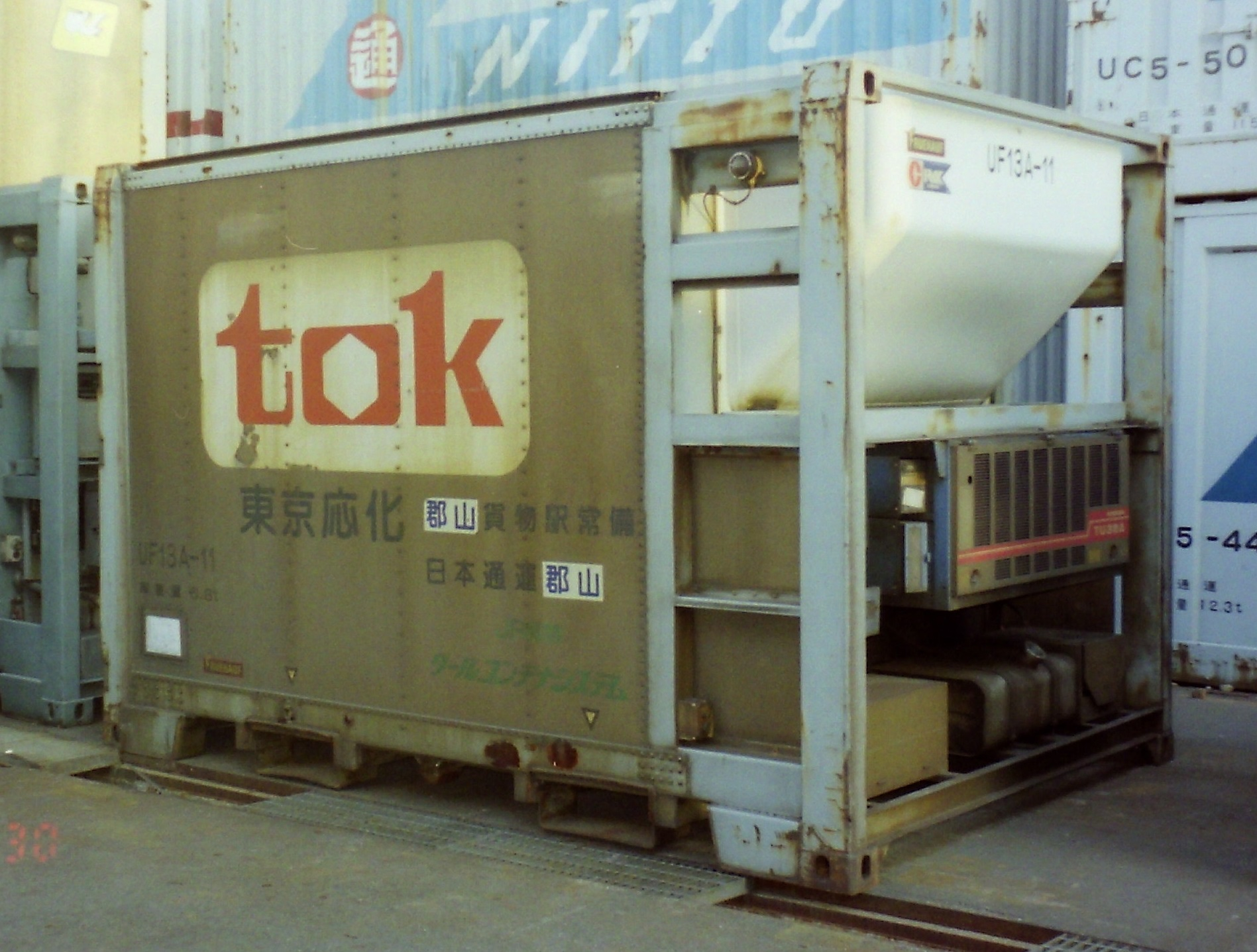
日本石油輸送所有／日本通運郡山支店借受／東京応化使用。 （1997年3月30日、東京貨物ターミナルにて撮影）
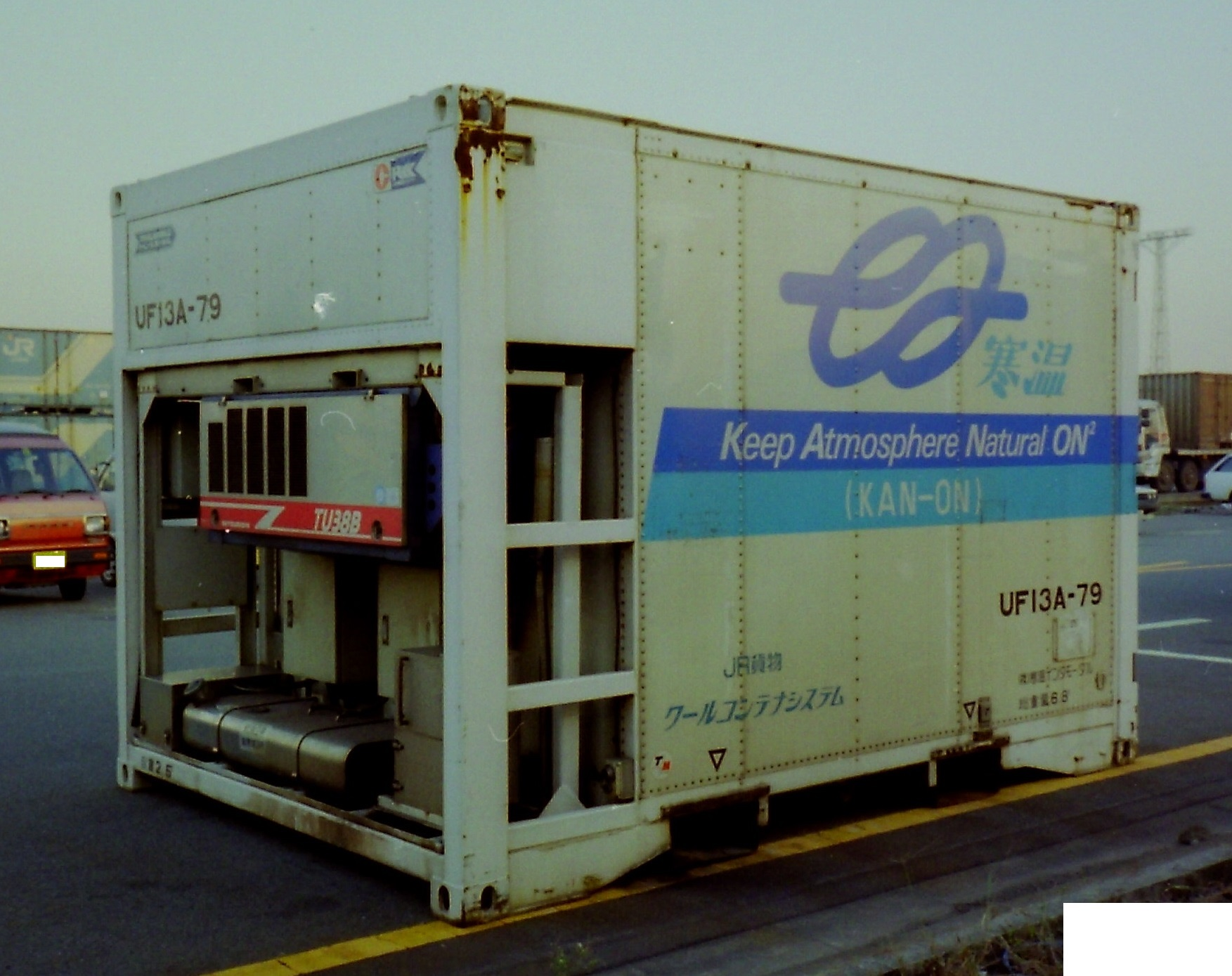
寒温インタモーダル所有。 （1995年11月17日、東京貨物ターミナルにて撮影）
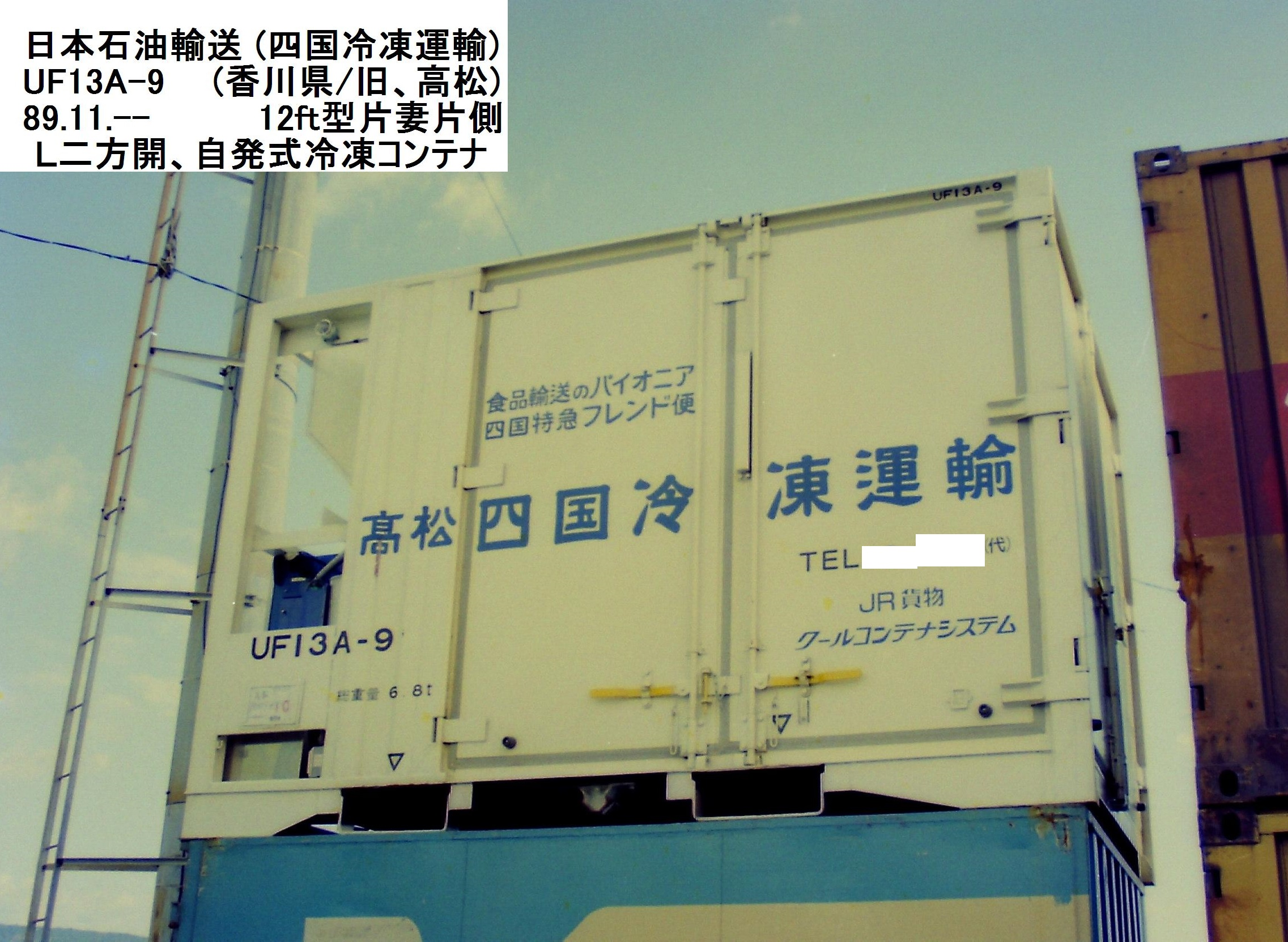
日本石油輸送所有／四国冷凍運輸借受。 （1989年11月、香川県／旧、高松貨物ターミナルにて撮影）
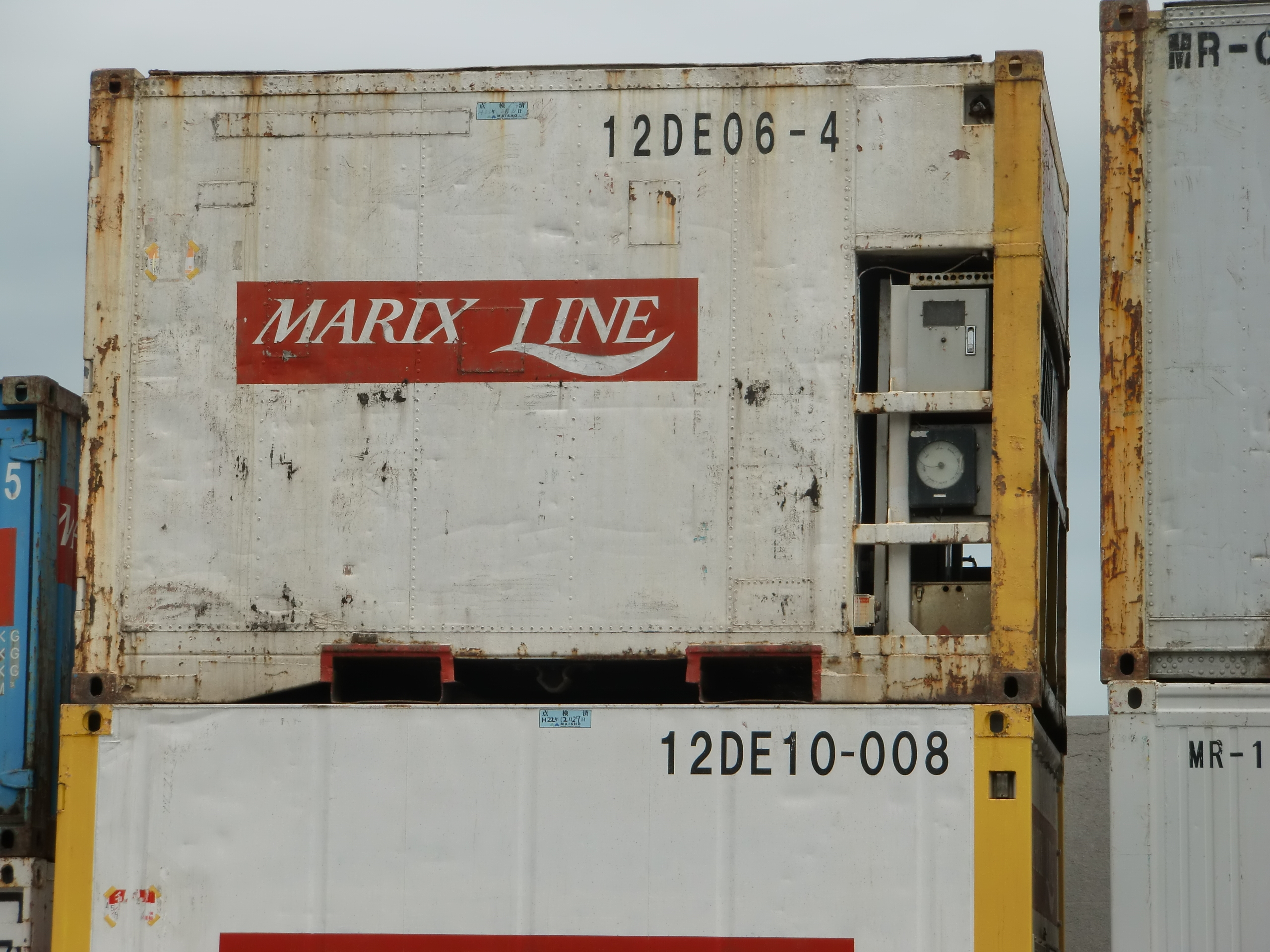
元、寒温インタモーダルから、内航海運業のマリックスラインへ売却。 （2011年5月7日、鹿児島県／鹿児島新港にて撮影）

## 外部サイト
個人画像サイト『コンテナの絵本』内、UF13A項目。
| スタブアイコン | サブスタブ | この項目は、まだ閲覧者の調べものの参照としては役立たない、鉄道に関連した書きかけの項目です。この項目を加筆・訂正などしてくださる協力者を求めています（P:鉄道/PJ:鉄道）。 |